# Billingsley
Pour les articles homonymes, voir Billingsley (homonymie).
Billingsley est une ville du comté d'Autauga située dans l'État de l'Alabama, aux États-Unis. Au recensement de 2000, sa population était de 116 habitants, estimé à 121 habitants par le recensement de 2005.

## Géographie
Billingsley est située à 32° 39′ 37″ N, 86° 42′ 40″ O.
Selon le Bureau du recensement des États-Unis, la ville a une superficie totale de 3,1 km2.
Booth fait partie de l'aire métropolitaine de Montgomery.

### Climat
| Mois                                  | jan.     | fév.     | mars     | avril   | mai     | juin    | jui.    | août    | sep.    | oct.    | nov.     | déc.     | année    |
| ------------------------------------- | -------- | -------- | -------- | ------- | ------- | ------- | ------- | ------- | ------- | ------- | -------- | -------- | -------- |
| Température minimale moyenne (°C)     | 0        | 2        | 6        | 9       | 14      | 18      | 21      | 19      | 17      | 9       | 5        | 1        | 10,1     |
| Température moyenne (°C)              | 6        | 8        | 13       | 16      | 21      | 24      | 26      | 26      | 23      | 17      | 12       | 7        | 16,6     |
| Température maximale moyenne (°C)     | 12       | 15       | 19       | 24      | 27      | 31      | 32      | 32      | 29      | 24      | 18       | 13       | 23       |
| Record de froid (°C) date du record   | −20 1985 | −15 1996 | −12 1993 | −3 1940 | 1 1960  | 6 1956  | 12 1967 | 11 1957 | 2 1967  | −4 1957 | −13 1950 | −17 1962 | −20 1985 |
| Record de chaleur (°C) date du record | 29 1949  | 29 1962  | 34 1929  | 34 1942 | 37 1945 | 41 1936 | 42 1952 | 41 1935 | 38 1980 | 37 1954 | 31 1935  | 27 1978  | 42 1952  |
| Précipitations (mm)                   | 151,9    | 139,2    | 176,8    | 137,9   | 110,7   | 105,7   | 146,3   | 94,7    | 118,4   | 79,8    | 126      | 126      | 1 513,4  |

## Démographie
D'après le recensement de 2000, il y avait 116 personnes, réparties en 46 ménages et 33 familles. La densité de population était de 38,0 hab./km2. Le tissu racial de la ville étaient de 90,52 % de Blancs, 6,03 % d'Afro-américains, 1,72 % d'Amérindiens, et 1,72 % d'Océaniens.
Il y avait 46 ménages dont 21,7 % avaient des enfants de moins de 18 ans, 54,3 % étaient des couples mariés, 15,2 % étaient constitués d'une femme seule, et 26,1 % n'étaient pas des familles. 19,6 % des ménages étaient composés d'un seul individu, et 13,0 % d'une personne de plus de 65 ans ou plus. Les tailles moyennes d'un ménage et d'une famille sont respectivement de 2,52 personnes et 2,94 personnes.
La répartition de la population par tranche d'âge est comme suit : 20,7 % en dessous de 18 ans, 5,2 % de 18 à 24, 29,3 % de 25 à 44, 20,7 % de 45 à 64, et 24,1 % au-dessus de 65 ans ou plus. L'âge moyen est de 40 ans.
Le revenu moyen d'un ménage dans la ville est de 44 688 dollars, et le revenu moyen d'une famille est de 46 000 dollars.
| 1910 | 1920 | 1930 | 1940 | 1950 | 1960 | 1970 | 1980 |
| ---- | ---- | ---- | ---- | ---- | ---- | ---- | ---- |
| 256  | 214  | 189  | 183  | 158  | 179  | 110  | 106  |

| 1990 | 2000 | 2010 | - | - | - | - | - |
| ---- | ---- | ---- | - | - | - | - | - |
| 150  | 116  | 144  | - | - | - | - | - |